# Seollal
Seollal (설날) er Koreas nytår og er en af årets vigtigste festivaler. Den fejres både i Nordkorea og i Sydkorea.
Det fejres i tre dage, der starter dagen før Seollal og slutter dagen efter. Koreansk nytår er normalt i januar eller februar på den anden nymåne efter vintersolhverv medmindre der er en indskudt ekstra elfte eller tolvte måned op til nytår. I så fald falder nytåret på den tredje nymåne efter solhverv. Koreansk nytår falder typisk på samme dag som kinesisk nytår.
På grund af aldersregningen i Korea bliver alle et år ældre på Seollal.
På Seollal rejser mange mennesker tilbage til deres hjemby for at møde deres forældre og familie. Da halvdelen af Sydkoreas befolkning bor i eller omkring hovedstaden Seoul, bliver motorvejene meget travle på denne tid af året.
På nytårsdag klæder man sig i traditionelt tøj som Seolbim (설빔) og Hanbok (한복) og holder ritualet Jesa (제사), hvor man tilbereder mad og beder sine forfædre om at holde øje med familien. Familien er også sammen ved Sebae (세배), da de yngre i familien bøjer sig for de ældre.